# Аренсхоп
Аренсхоп (нем. Ahrenshoop) — община в Германии, в земле Мекленбург-Передняя Померания.
Входит в состав района Северная Передняя Померания. Подчиняется управлению Дарс/Фишланд. Население составляет 713 человек (на 31 декабря 2010 года). Занимает площадь 5,24 км².

## Художественная колония
В конце XIX века несколько немецких немецких художников поселились здесь, основав художественную колонию и художественную школу.
В 1911 году в Аренсхопе бывали отдыхавшие в близлежащем Прерове русские художники Марианна Верёвкина и Алексей Явленский.
С 1923 по 1948 год здесь жил и работал немецкий художник Ганс Брасс. В 1944 году он был даже бургомистром города.
С 1933 по 1936 год в Аренсхопе жил немецкий скульптор Герхард Маркс.
В 2013 году в Аренсхопе был открыт художественный музей. В нём представлено около 500 картин и скульптур художников колонии и близлежащих мест. При музее работает научно-исследовательский центр.

## Персоналии
- Шпис, Лео (1899—1965) — немецкий композитор и дирижёр.

## Фотографии
- Художественный музей